# Flores de plumas

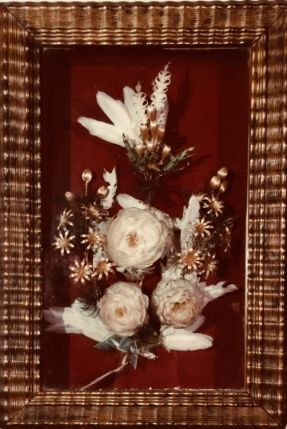
Flores de Plumas, obra premiada en la Exposición Nacional de Venezuela de 1883

Flores de plumas, es una pieza de artesanía venezolana, del siglo XIX, que fue premiada en la Exposición Nacional de 1883, celebrada en Caracas, Venezuela. Es la única obra premiada del estado Zulia que aún se conserva y está considerada una reliquia de esa región de Venezuela.
La autora de la obra fue la dama venezolana Carmela López Rivas de Bustamante, nacida en la ciudad Maracaibo y formada en la Escuela de Educación Artística del internado de las Hermanas de la Congregación Franciscana de Curazao..

## Las exposiciones en elsigloXIX
En la segunda mitad del siglo XIX las exposiciones nacionales e internacionales vivieron sus años de gloria. Evocaban el desarrollo y el progreso, presentando de una manera elegante la capacidad de organización de un país o de un gobierno.

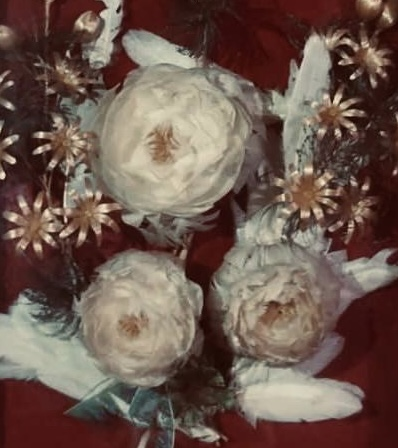
Detalle de la composición artística ”Flores de Plumas”

Fueron la ventana de las naciones para mostrar al mundo sus adelantos tecnológicos e industriales y muchos de esos avances dejaron huella eterna en la historia. Tal es el caso de la Torre Eiffel, principal atracción en la Exposición Universal de París (1889).

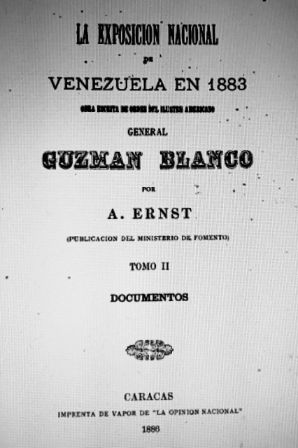
Portada del libro con información sobre el evento, la sede y los premios otorgados, escrito por el director de la exposición de Venezuela, Adolf Ernst.

El Estado Zulia participó en todas las exposiciones internacionales de Europa y América y muchas de sus obras resultaron ganadoras de premios. Ejemplos de ello son la Botica Inglesa y la Imprenta Americana, dos firmas establecidas en Maracaibo que fueron premiadas en la exposición de París en 1889.

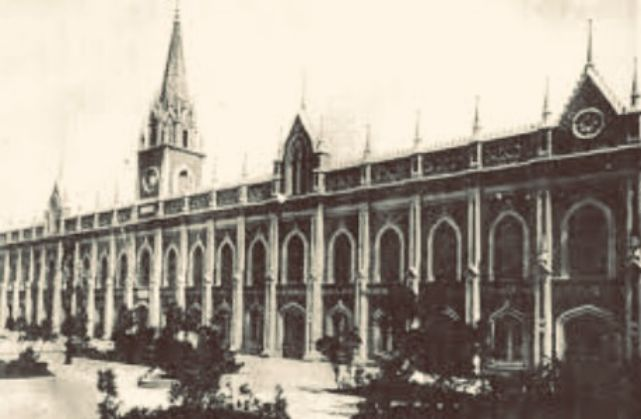
El Palacio de las Academias de Venezuela, sede de la exposición de 1883

## La Exposición Nacional de Venezuela
El 4 de agosto de 1883, como parte de las celebraciones del centenario del nacimiento de Simón Bolívar, el presidente de Venezuela, Antonio Guzmán Blanco, inauguró, en el hoy Palacio de las Academias de Caracas, una monumental exposición al estilo europeo.
El diseño gótico del edificio era el marco perfecto para deslumbrar a los asistentes. Además de la sala principal, con un despliegue elegante de objetos pertenecientes a Simón Bolívar, cada estado venezolano tenía un pabellón asignado. Allí exhibían las regiones sus adelantos, que iban desde maquinaria e impresiones artísticas, hasta plantas y animales vivos.

### EL Pabellón del Estado Zulia
Según la crónica de la época, la sección del Estado Zulia fue la más lujosa y la que demostró más inteligencia en el despliegue de su exhibición. Su calificada presentación era muestra del alto nivel de crecimiento, material y productivo, que esa región había alcanzado a finales del siglo XIX.
Era el pabellón más grande de toda la exposición y el que recibió el mayor número de premios. Gracias a la variedad y calidad de objetos exhibidos, el Estado Zulia figuró como la región más progresista de toda Venezuela.
Entre sus muestras de materias primas y de productos elaborados podían apreciarse finas piezas de ebanistería, fabricadas con cien especies de maderas diferentes, cuyo muestrario fue desplegado con elegancia en la exhibición.
Igualmente animales disecados, flora industrial, materiales textiles y pieles curtidas. Cacao, tabaco, cigarrillos, jabones, velas, dulces, zapatos y sombreros. Esculturas, dibujos, trabajos tipográficos, manualidades, libros, y fotografías. Carbón, sal, azúcar centrifugado y licores. Toda la actividad industrial y artística del Estado Zulia estaba allí presente.

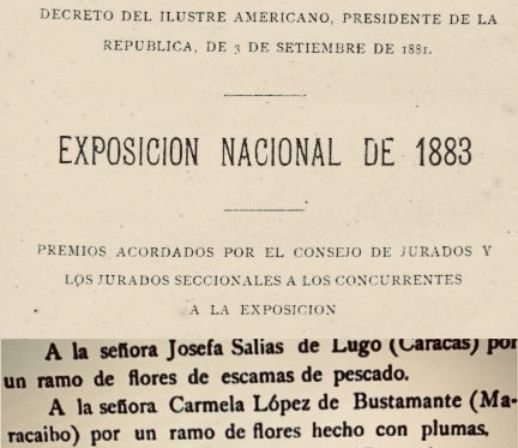
Composición fotográfica del catálogo de premios de la Exposición, donde aparece el nombre de Carmela López de Bustamante

## ”Flores de plumas”

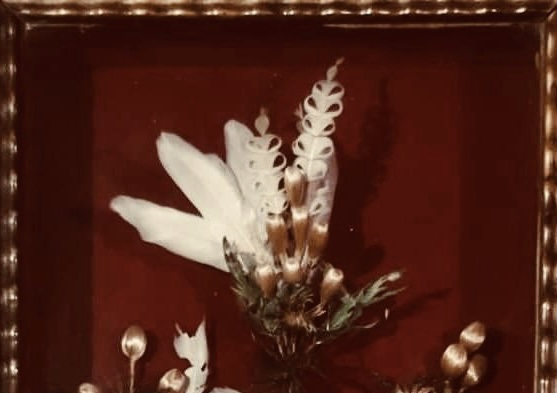
Detalle superior de la composición artística “Flores de Plumas”

“Flores de plumas” fue el nombre que Carmela López Rivas de Bustamante dio a su composición floral y que, con todos los cuidados necesarios para su custodia, envió de Maracaibo a Caracas para ser exnibida en la exposición.
Las flores fueron confeccionadas con plumas de diversas especies de aves del Estado Zulia y la obra fue expuesta entre las artes manuales del pabellón zuliano. Se ubicó en la exposición dentro de la sección “Flores y Frutas Artificiales” y fue galardonada con medalla de bronce.
Siguiendo el reglamento de la exposición, la autora se trasladó a la capital para recibir el premio y para retirar la obra tras la clausura del evento. A su regreso de la capital enmarcó el arreglo en una caja de cristal sellada, que permitió al plumaje conservarse hasta hoy.
El cofre, montado sobre madera maciza y con marco tallado, tiene 60 centímetros de largo, 42 de ancho y 10 de profundidad. El fondo y los contornos del interior de la caja fueron forrados con una pieza textil en color granate, cuyo contraste con el blanco del plumaje resalta las formas del arreglo.
Carmela López Rivas fue la esposa del filántropo zuliano Antonio Bustamante Urdaneta, hermano del doctor Francisco Eugenio Bustamante. Era además hermana de Eduardo López Rivas, editor y propietario del diario El Fonógrafo de Maracaibo y de la revista El Zulia Ilustrado.
La reliquia se conserva en la ciudad de Maracaibo, capital de Estado Zulia, resguardada por los descendientes de Doña Carmela López Rivas de Bustamante.